# Inter-Switch Link
Inter-Switch Link é um protocolo proprietário da Cisco usados em um enlace tronco. 
Foi criado pela cisco muitos anos antes do padrão IEEE 802.1Q..(também chamado .1Q)
Atualmente os Switches mais novos ,incluindo o Switch 2960, não aceitam mais este padrão, sendo agora usado o padrão IEEE 802.1Q.

Quando o swicth está configurado para usar este protocolo, ele encapsula os pacotes que saem pela interface trunk com um cabeçalho e um trailer característico do protocolo. De forma que qualquer outro switch (Cisco) que seja conectado a essa porta trunk e esteja configurado com o ISL, consiga desencapsular o pacote e encaminhá-lo para a VLAN correta. O ISL adiciona no Header do pacote um quadro chamado de VLAN ID, que é preenchido pelo ID da Vlan o qual o quadro pertence.
Esta nova Tag incluída no Frame usa 12 Bits para tipo, 3 para prioridade, 1 para Flag e 12 para a VLAN ID.